# Jinbei (marca)

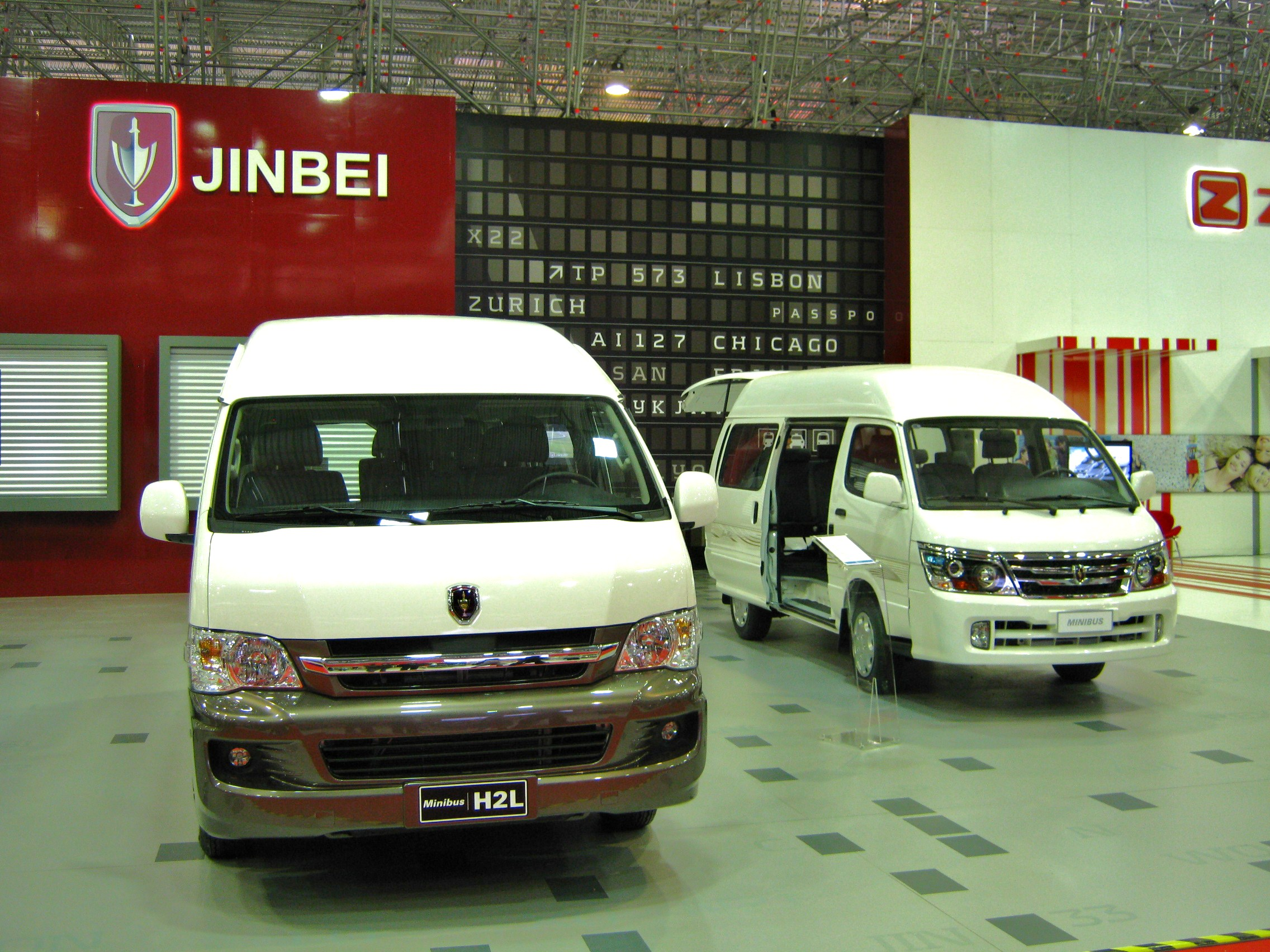
Minivanes Jinbei en una exhibición en Santiago, Chile, 2010

Jinbei (en chino  金杯,  en pinyin Jīnbēi 'Copa de oro') es una marca china de automóviles propiedad[cita requerida] por Renault Brilliance Jinbei Automotive Co., Ltd., un joint-venture entre Brilliance Auto (51%)  y Renault (49%) establecido en diciembre del 2017 y situada en Shenyang, Liaoning, China. Durante 2017, la marca fue propiedad de Shenyang Brilliance Jinbei Automotive, subsidiara de Brilliance situada en Shenyang.
Hay otras compañías hermanas a la  que son usadas o son relacionadas con la marca Jinbei: Brlliance Shineray y compañía listada Shenyang Jinbei Automotive.

## Historia
La marca Jinbei fue lanzada al mercado en 1991, vendiendo productos con la tecnología de Toyota.
La marca Jinbei fue usada y producida por la compañía listada Shenyang Jinbei Automotive, la cual formó un joint-venture con General Motors (GM), así como Shenyang Jinbei Entrena Fabricar con Brilliance Auto el cual más tarde conocido como Shenyang Brilliance Jinbei. Shenyang Jinbei Automotive Estuvo adquirido por el Grupo FAW en 1995 pero vendió atrás al gobierno local de Shenyang en 2000. El joint-venture con GM, ya no esta en operación
La compañía listada estuvo adquirida por Brilliance Auto Group , la empresa matriz de la compañía listada Brilliance Auto   en 2018.
A pesar de retener el nombre "Jinbei", Shenyang Jinbei Automotive ya no produce automóvil pero sólo partes de automóvil La marca Jinbei es principalmente producido por Shenyang Brilliance Jinbei Automotive en cambio.
En diciembre de 2017, Brilliance Auto y Renault anunciado el último  sería adquirir un 49% de la empresa matriz de la marca Shenyang Brilliance Jinbei Automotive, el cual era más tarde reincorporada como Renault Brilliance Jinbei. La transacción estuvo completada en enero de 2018.
La marca hermana del mercado de Jinbei, Huasong estuvo lanzado en 2014.

## Productos
Brilliance (a través de su subsidiario Shenyang Automotive) fabricó y vendió todos sus minibuses bajo las marcas  Jinbei y Huasong  en una variedad de modelos basó en la estructura de las furgonetas Toyota HiAce en China. Los minibuses principales del grupo so los minibuses Deluxe y los minibuses Mid-priced  . Los modelos Deluxe y los modelos mid-price  incluyen Granse  Aurora y Shuttler etc.
Shenyang Jinbei Ha producido el Jinbei Haise, también sabido como "Haishi" (海狮), el Jinbei  versión del Toyota HiAce, y también produjo  Granvia, localmente llamado "Geruisi" (阁瑞斯) (Jinbei Granse).
Modelos construidos en China  están exportados a países numerosos. Uno de sus mercados de exportación es Chile, el cual empezó para recibirles en 2008.
En 2018, Renault Brilliance Jinbei anunció planes para lanzar hasta siete vehículos comerciales ligeros y SUVs con Renault tecnología, bajo las marcas Jinbei y Renault .

### Producción fuera de China
Las unidades para el mercado africano están fabricadas por la Compañía de Fabricación de Coche bávara, una filial egipcia de BMW, en el 6.º de Ciudad de octubre Del sur del oeste Cairo-Egipto. El modelo disponible es el Jinbei Cargo Furgoneta (de) cuál es disponible como una ambulancia o coche policial también. Fueron ensambladas en las versiones de generación durante 1999 y 2003
Otro fabricante de Jinbei los vehículos es IKK Ichigan, Inc. en Manila, Filipinas cuál ofrece el reunió modelos Jinbei 2 Ton, Jinbei 3 Ton y Jinbei 3 Ton. Los modelos Haise y Granse  están importados por la compañía y no es listado en sus productos oficiales lineup.

## Modelos

### Actuales
- Jinbei Konect (Guanjing)
- Jinbei Granse
- Jinbei Granse Classic
- Jinbei Haise MK5
- Jinbei Haise MK6
- Jinbei NewHaise
- Jinbei Grand Haise
- Jinbei F50
- Jinbei S70 (Jinbei Tjatse S70)
- Jinbei Haishiwang

### Descontinuados
- Jinbei Blazer (en cooperación con GM)
- Jinbei S30 - Un crossover subcompacto
- Jinbei S50 - Un crossover compacto
- Jinbei 750 - un MPV compacto
- Jinbei Haixing X30 - (Jinbei X30) - Una micro furgoneta de pasajero.
- Jinbei Haixing A7 (A9) - Una micro furgoneta de pasajero.
- Jinbei Haise X30L
- Jinbei Haise S

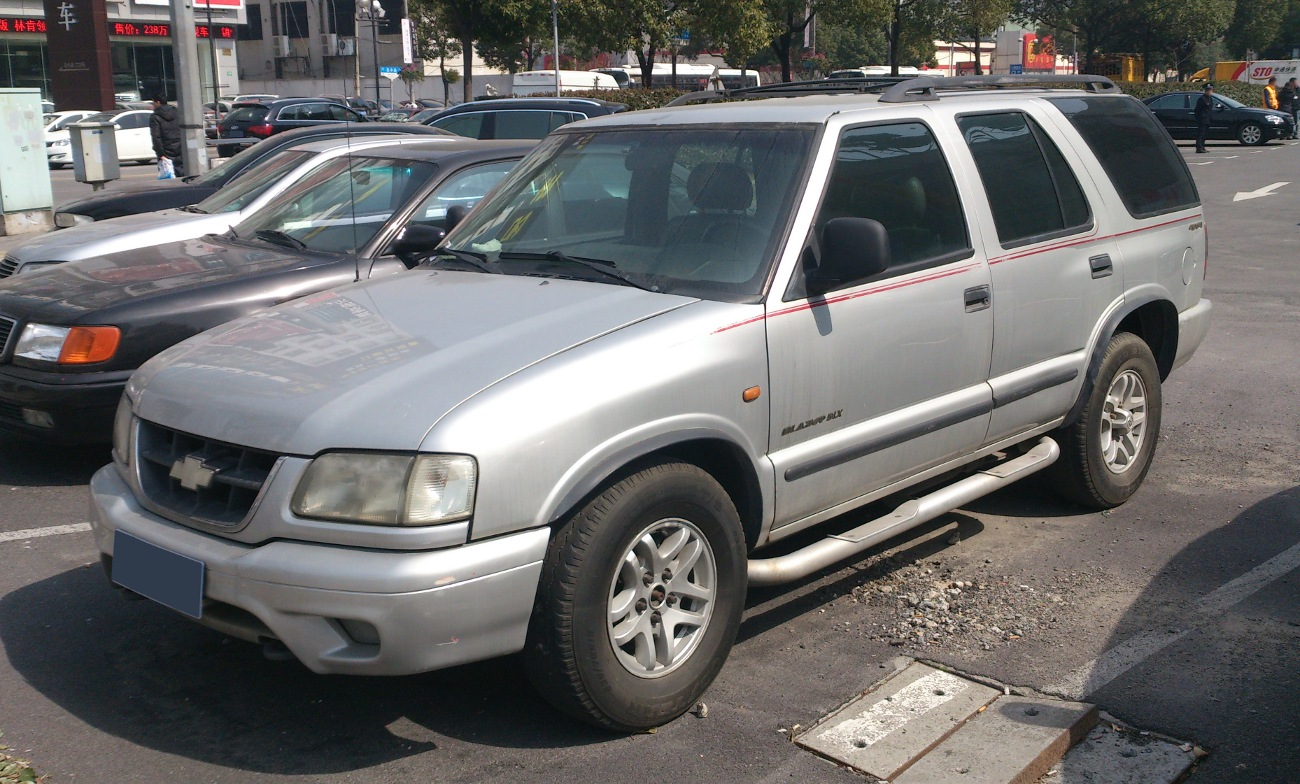
Jinbei-GM Chevrolet Blazer
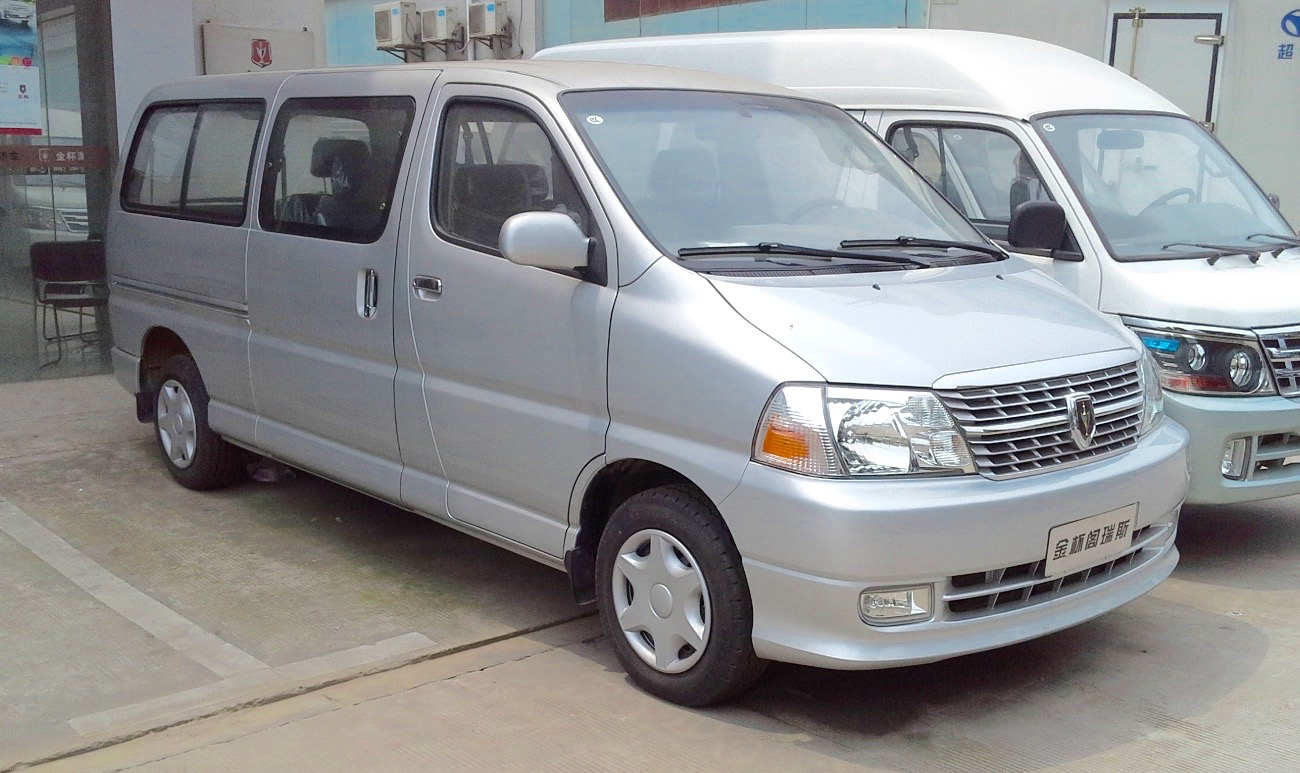
Jinbei Granse
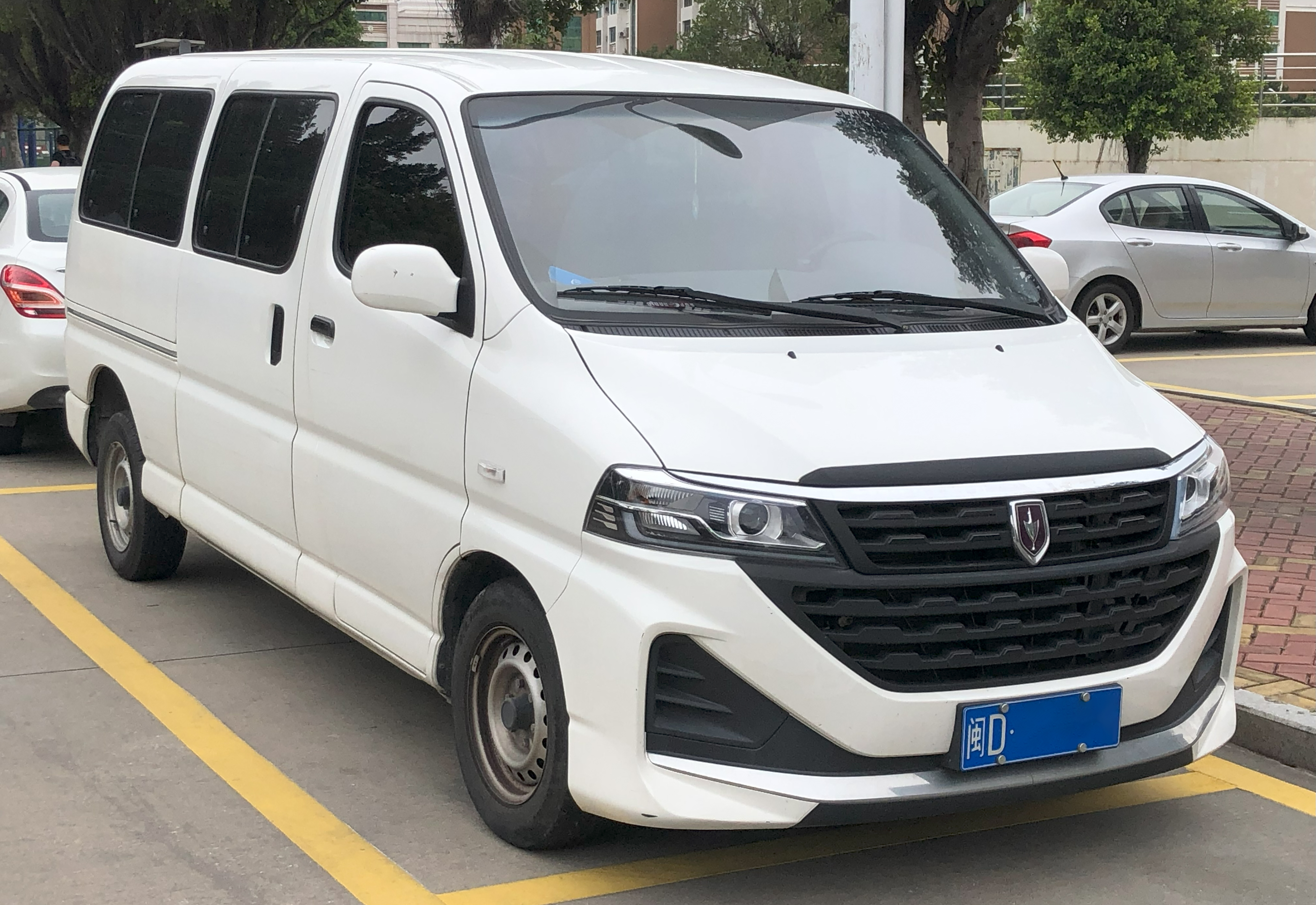
Jinbei Haise King
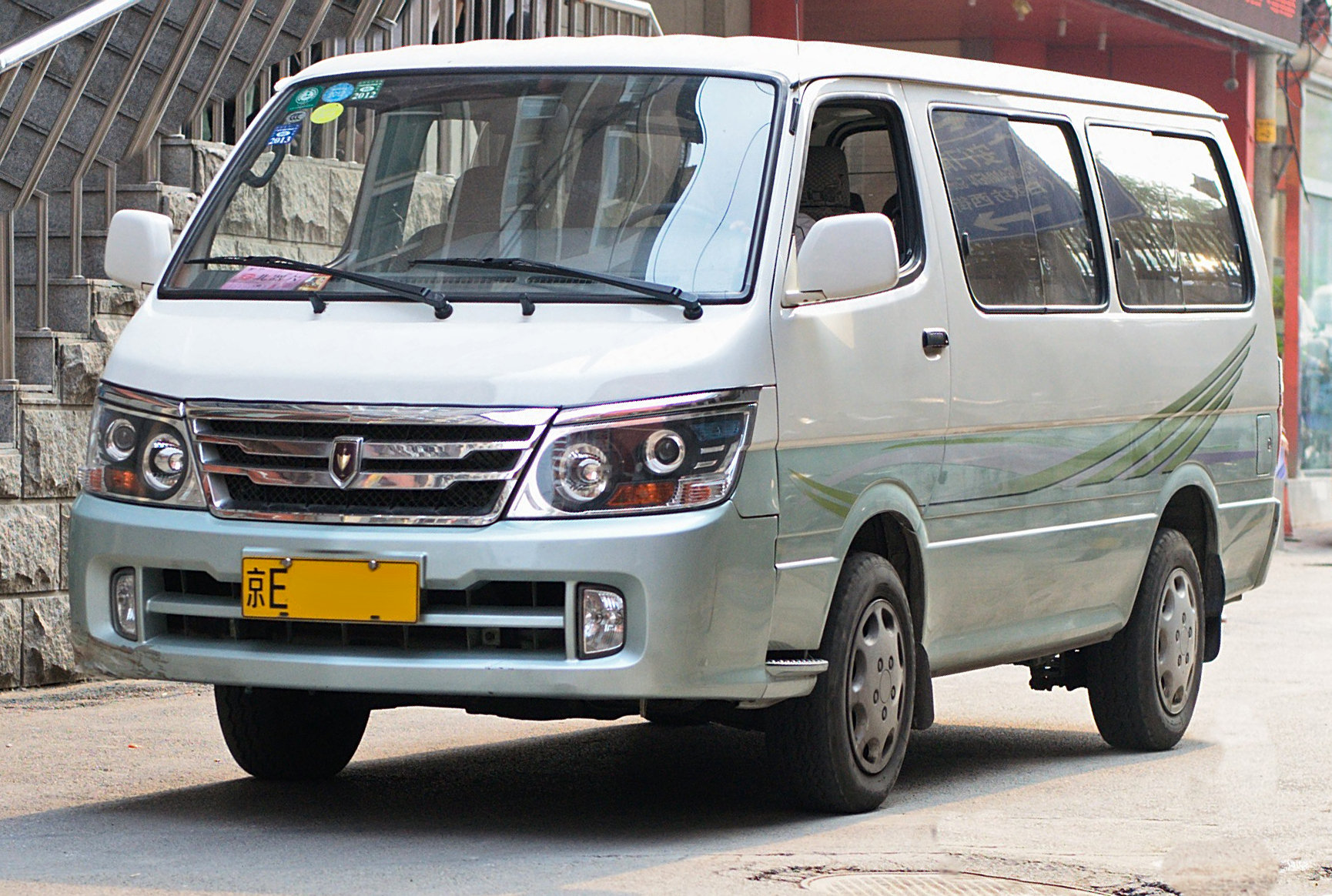
Jinbei Haise
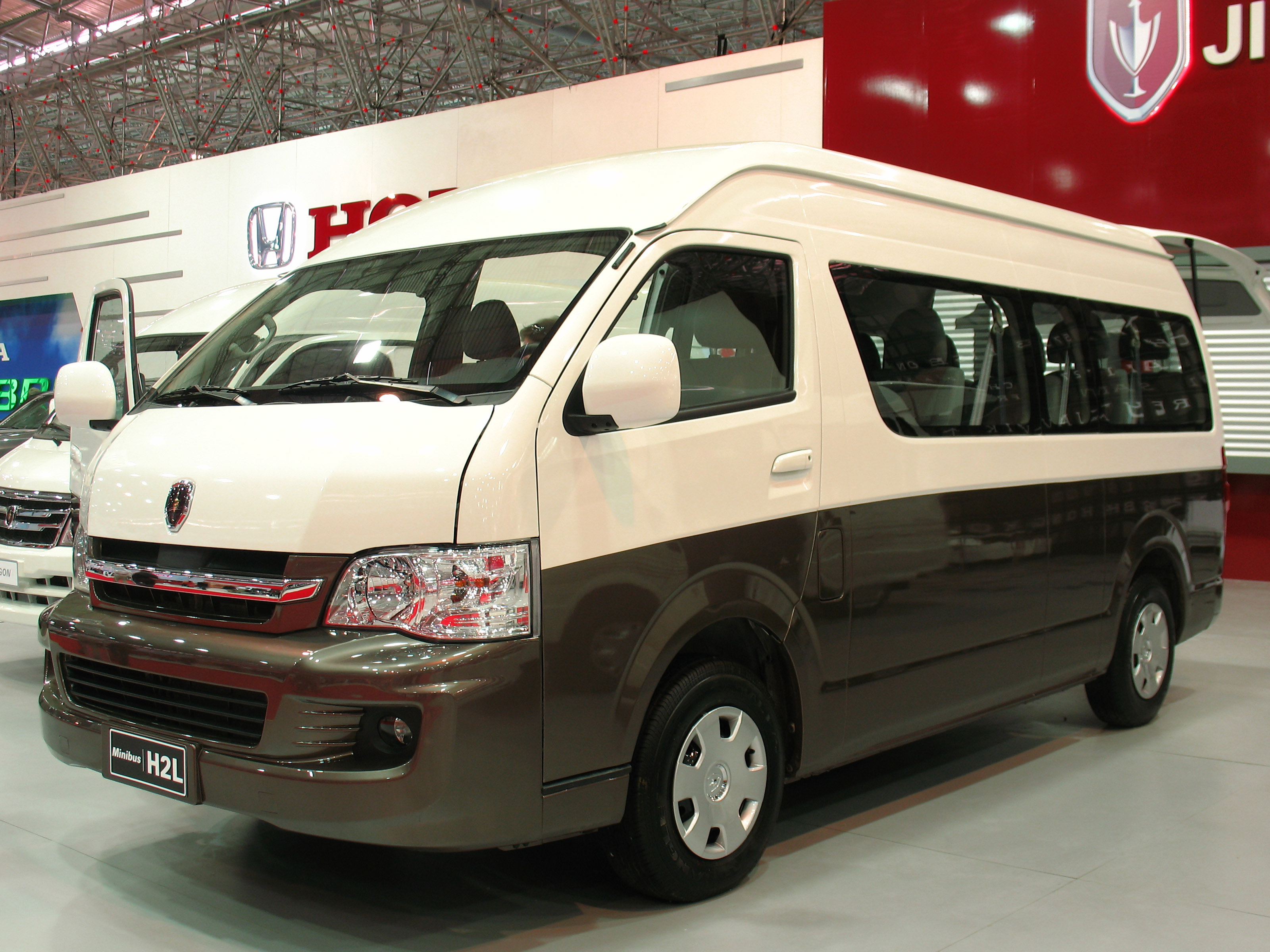
Jinbei H2L
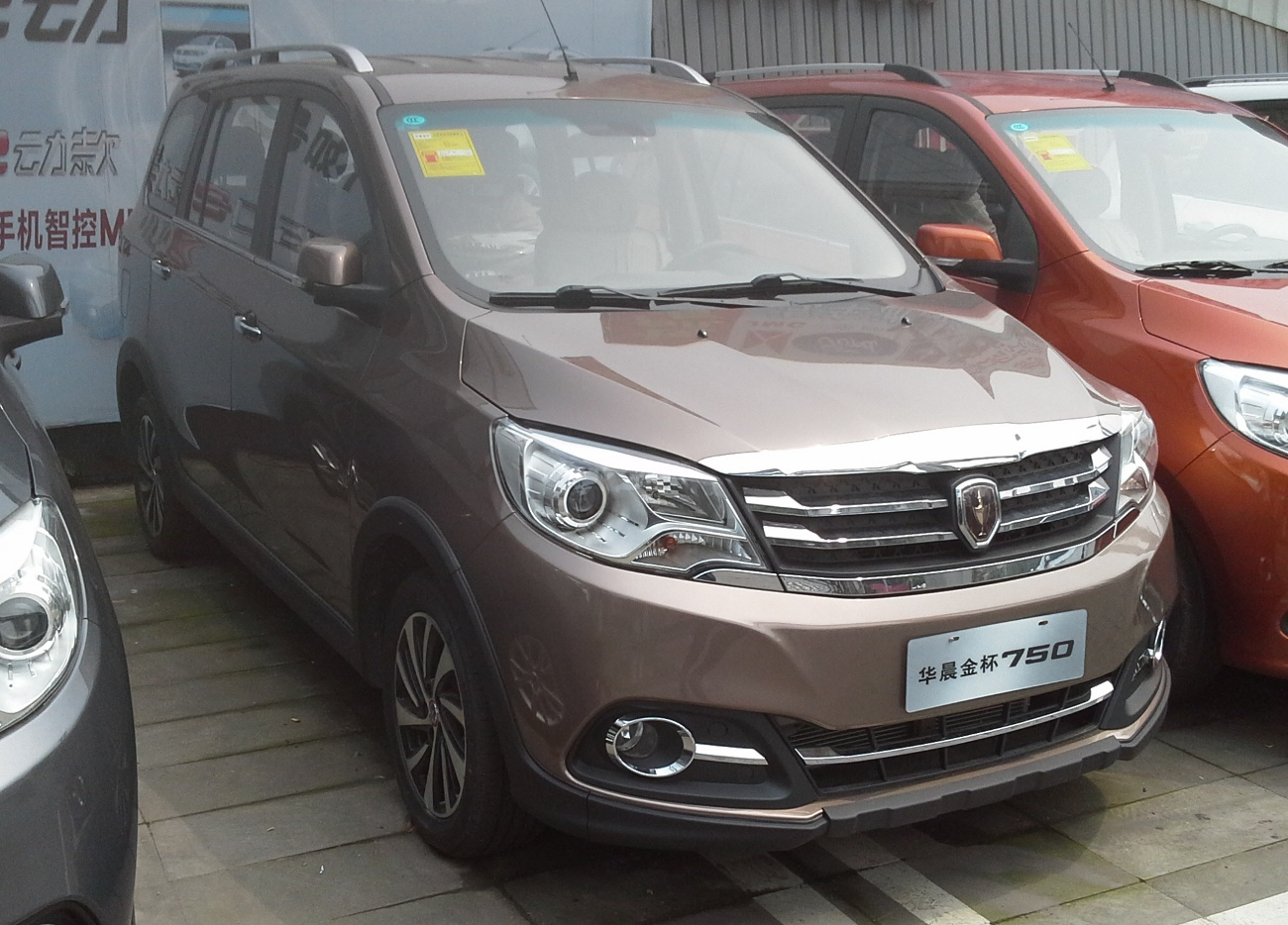
Jinbei 750
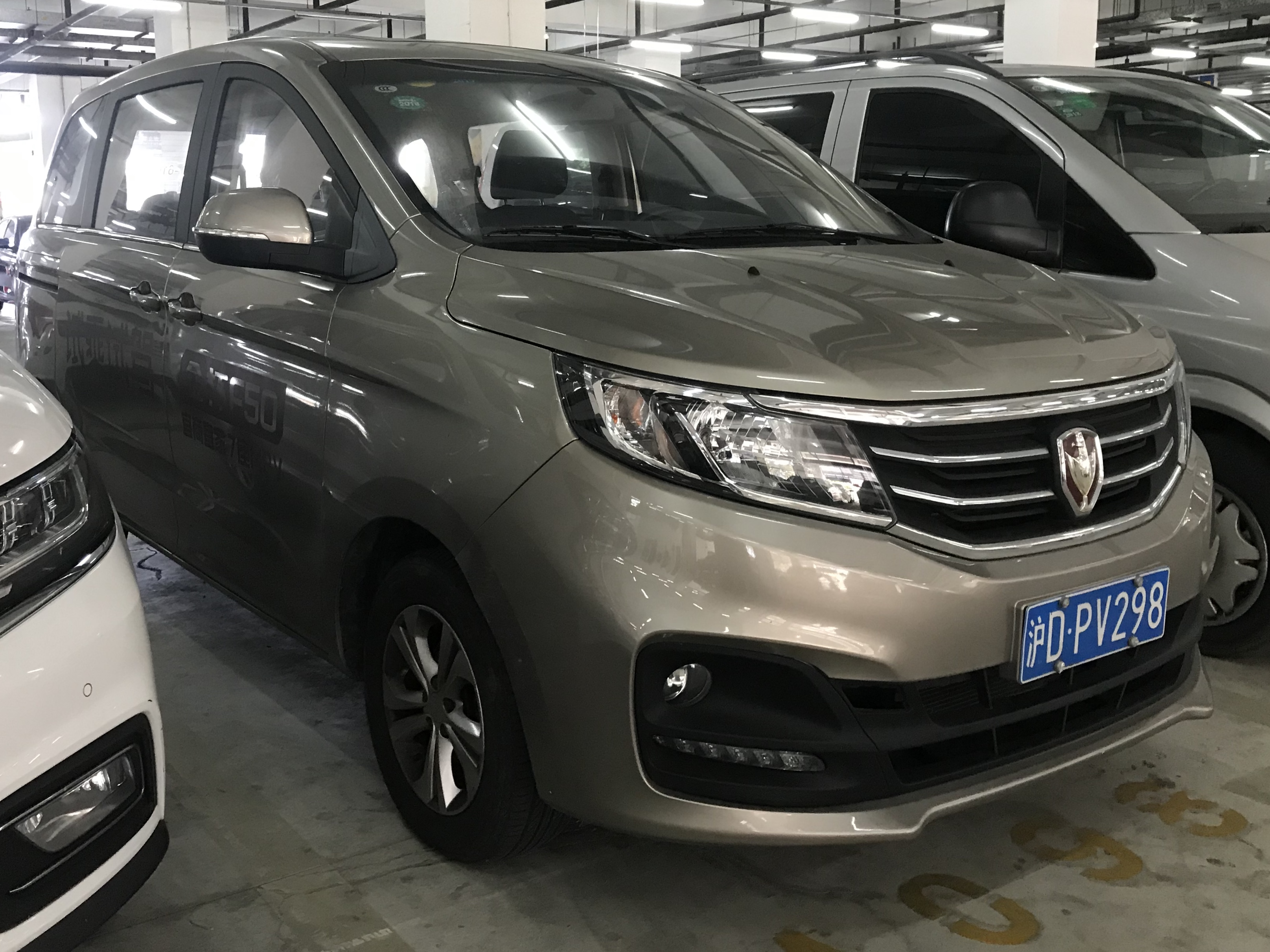
Jinbei F50
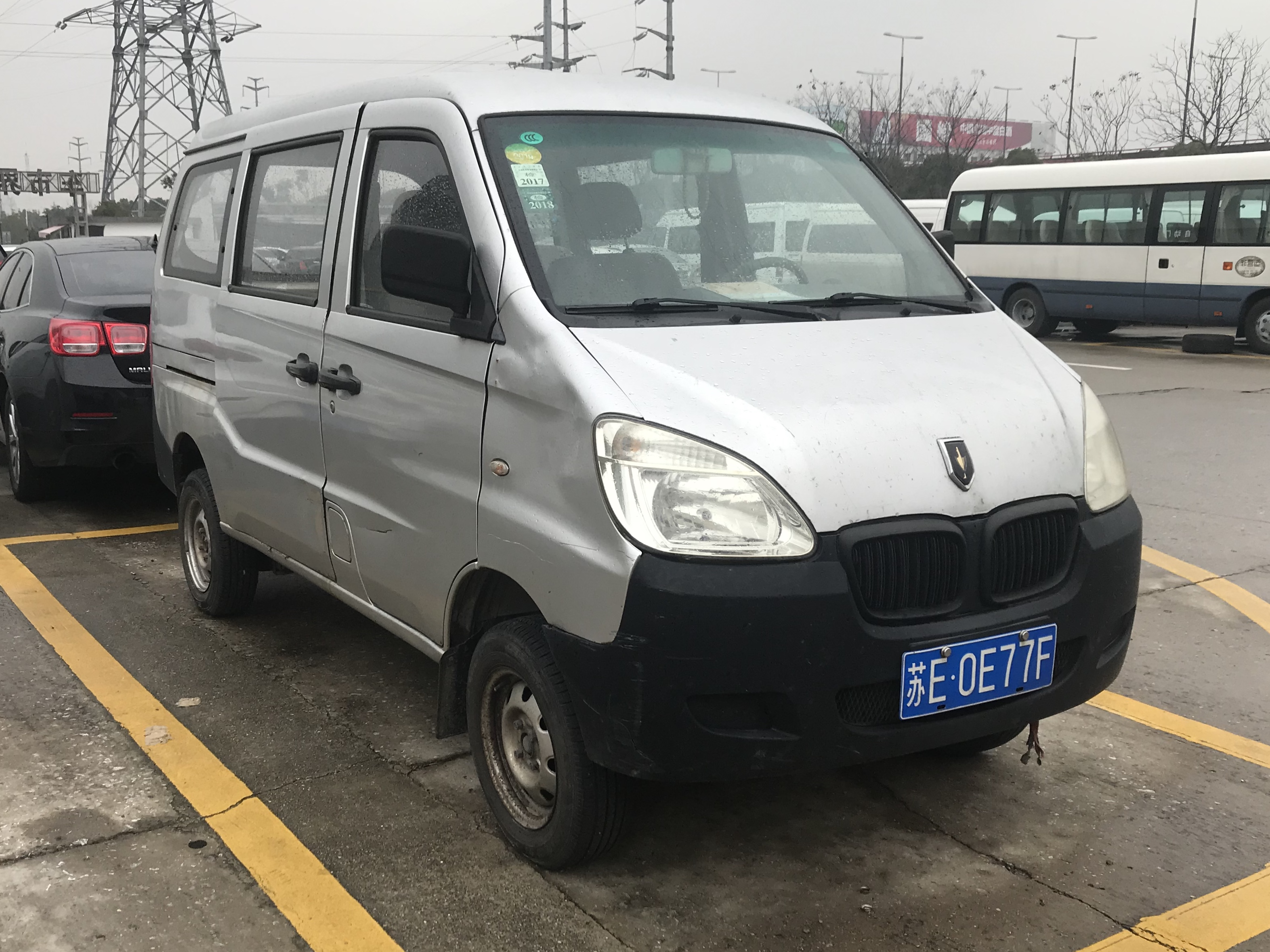
Jinbei Haixing A9
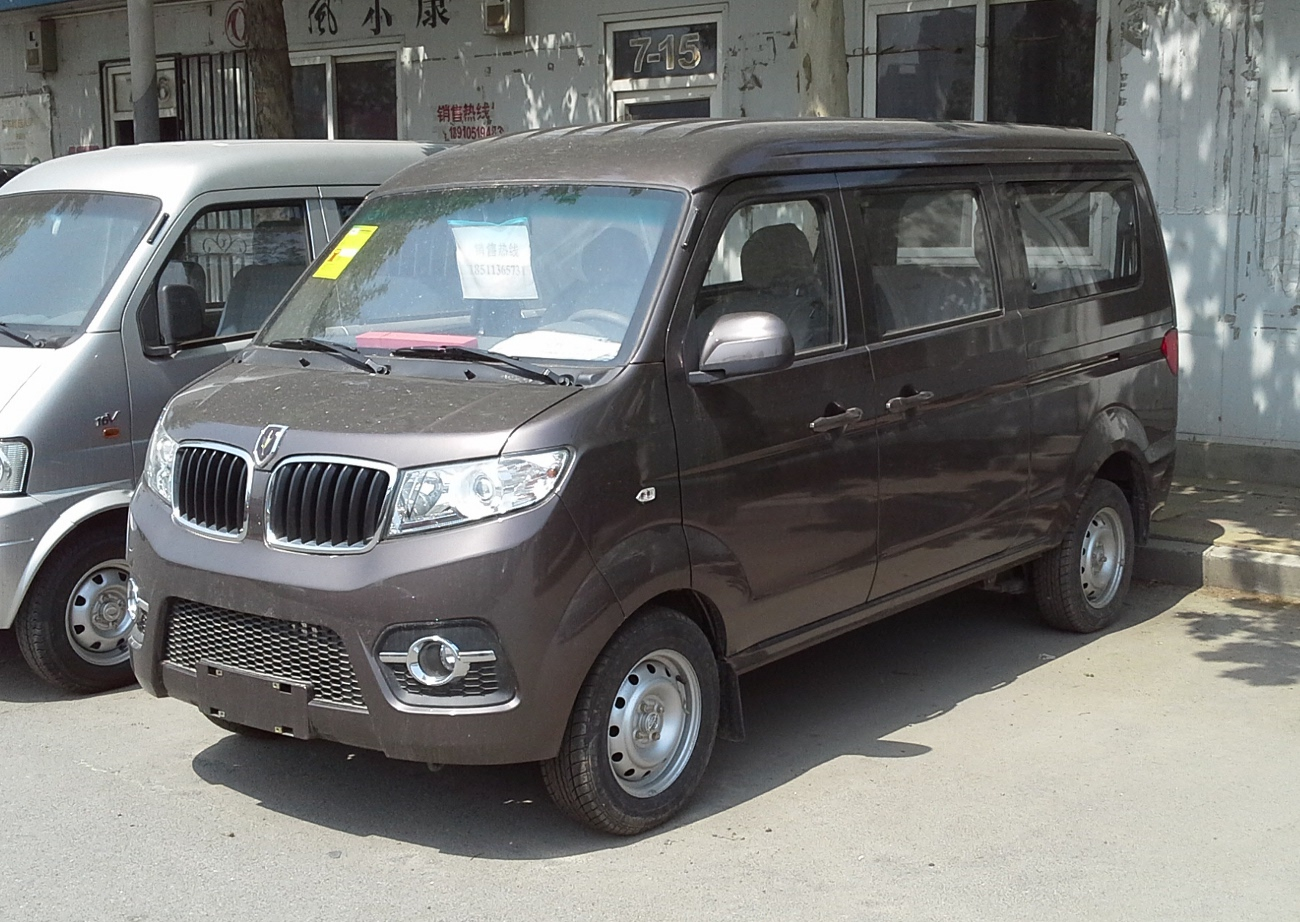
Jinbei Haixing X30
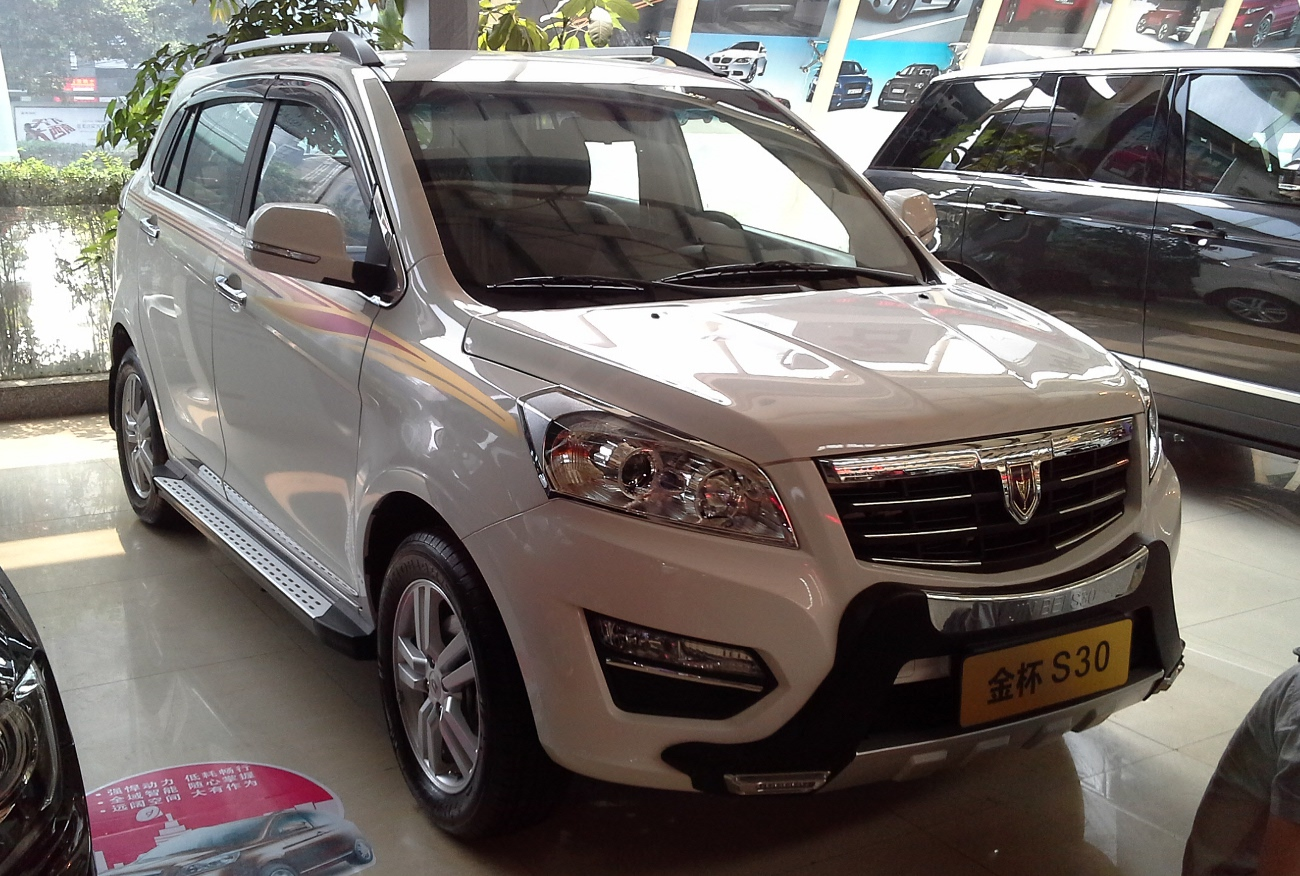
Jinbei S30
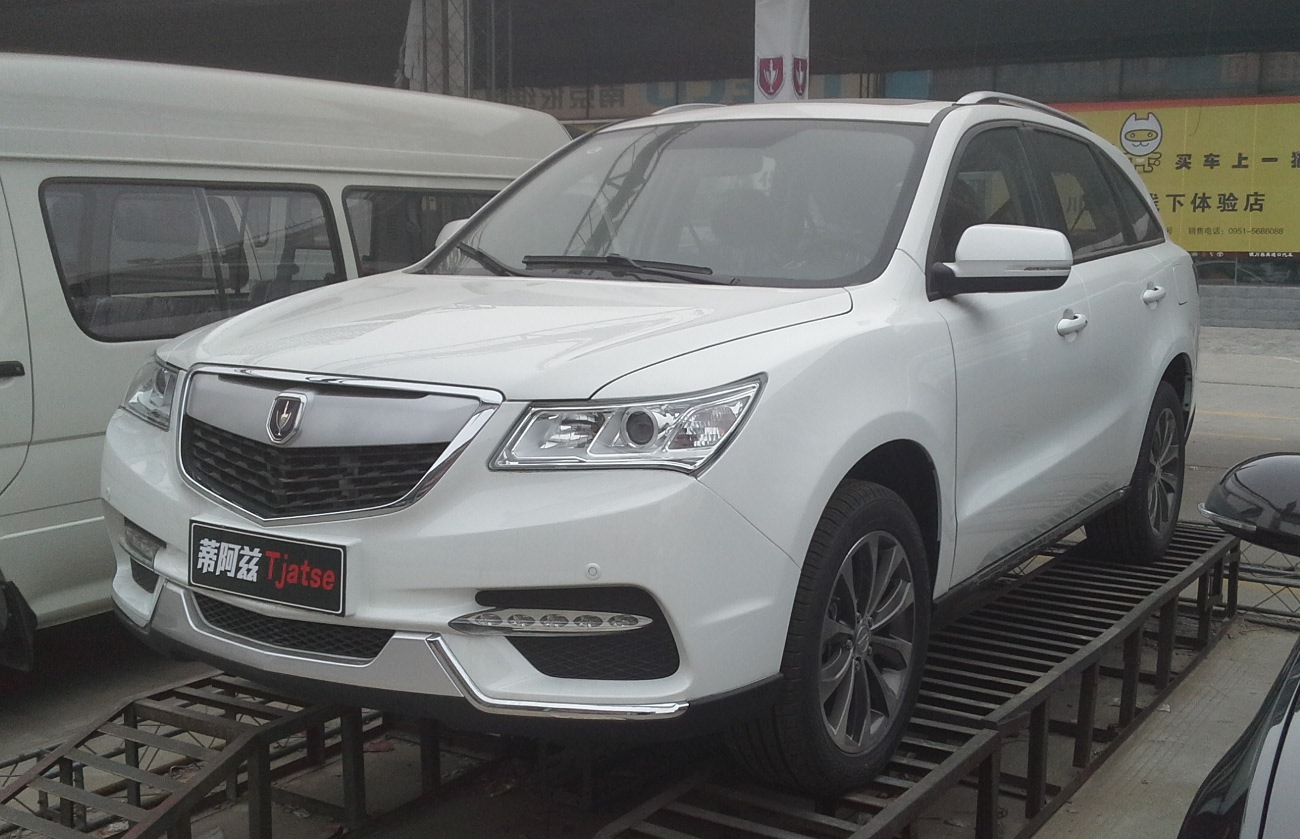
Jinbei Tjatse S70
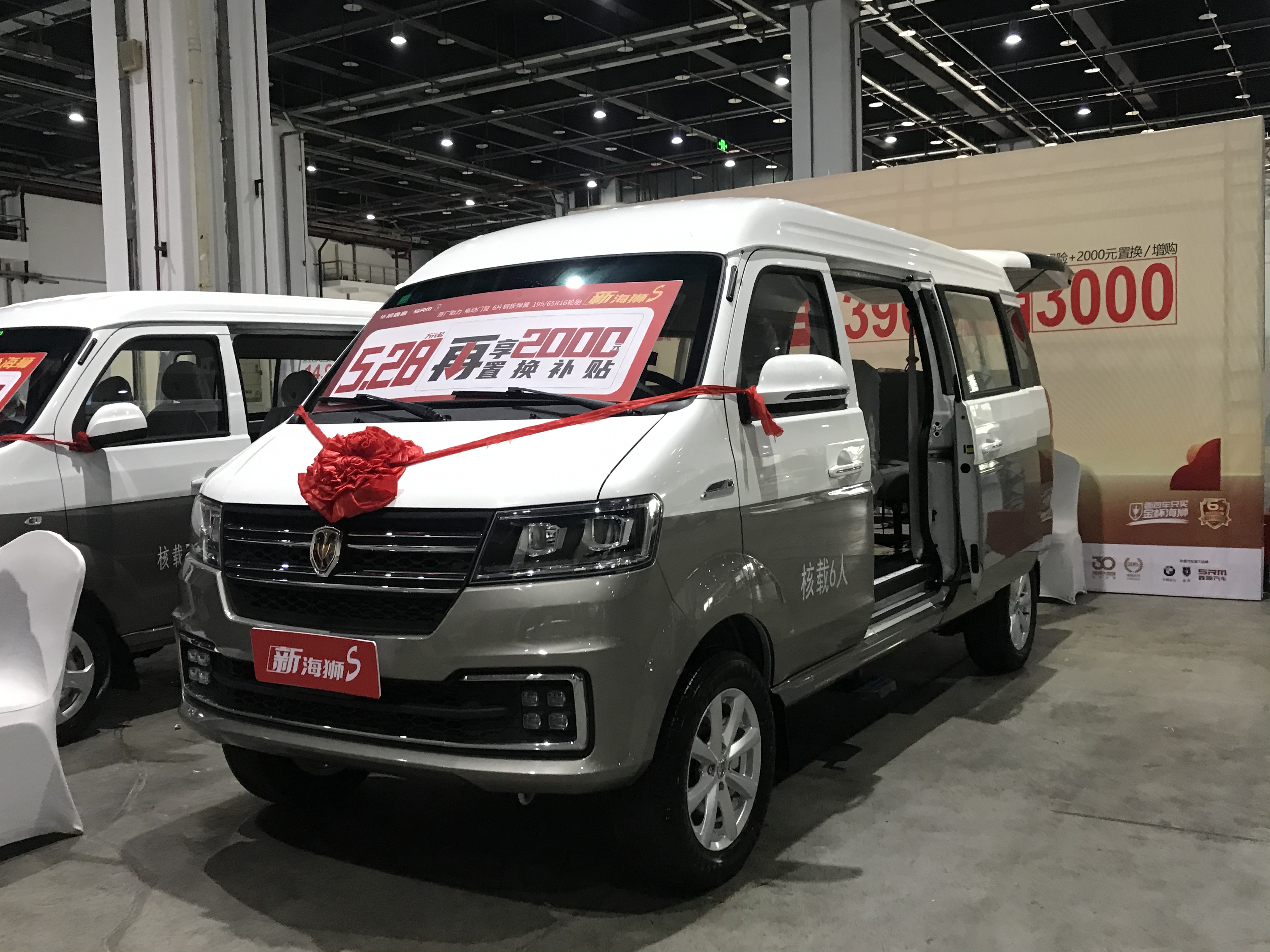
Jinbei Haise S